# Rode Lijst van de IUCN
De Rode Lijst van de IUCN, opgesteld in 1963, is 's werelds grootste lijst van statusbeoordelingen met betrekking tot de instandhouding van planten-, diersoorten en schimmels. De lijst wordt onderhouden door de IUCN en jaarlijks opnieuw geëvalueerd. 

## Internationaal van opzet
De lijst is opgesteld aan de hand van exact geformuleerde criteria waarmee de kans op uitsterven van duizenden soorten en ondersoorten kan worden bepaald. Deze criteria zijn van toepassing op alle soorten overal ter wereld. Het gaat dan ook werkelijk om de kans op uitsterven op wereldschaal. De Rode Lijst van de IUCN moet daarom niet verward worden met de nationale of regionale rode lijsten. Die gaan namelijk over de kans (bedreiging) op uitsterven op regionale schaal. Zo staan de hazelmuis en de ortolaan (een zangvogel) in Nederland en Vlaanderen als bedreigd of uitgestorven op de rode lijst, maar zij worden op wereldschaal niet bedreigd met uitsterven en staan daarom dus als niet bedreigd (veilig, LC) op de Rode Lijst van de IUCN. Alle vogelsoorten die als ernstig bedreigd op de Nederlandse rode lijst staan, hebben de status veilig op de IUCN-lijst.

## Criteria
De Rode Lijst is op een sterk wetenschappelijke basis gestoeld en is wereldwijd bekend als het meest gezaghebbende naslagwerk met betrekking tot de status van de biodiversiteit.
Het doel van de Rode Lijst is om het grote publiek bewust te maken van het belang van deze kwesties, maar ook om te bereiken dat de internationale gemeenschap tracht deze soorten van de ondergang te redden.
Soorten worden sinds 2001 onderverdeeld in negen groepen op basis van criteria zoals de snelheid waarmee ze in aantal afnemen, grootte van de populaties, verspreiding over de wereld, en een graad van populatie- en verspreidingsverdeling. De lijst wordt sinds 2002 jaarlijks herzien. Soms blijkt dat soorten minder kwetsbaar zijn dan gedacht, vaker blijkt, zoals bij ontbossing, dat soorten er na jaren nog slechter aan toe zijn. Na onderzoek wordt in deze gevallen de lijst aangepast.
De volgende categorieën worden onderscheiden:
| Code | Code              | Engels                 | Nederlands |
| ---- | ----------------- | ---------------------- | --- |
| EX   | EX                | Extinct                | Uitgestorven |
| EW   | EW                | Extinct in the Wild    | Uitgestorven in het wild |
| CR   | CR                | Critically Endangered  | Ernstig bedreigd (kritiek) |
| EN   | EN                | Endangered             | Bedreigd |
| VU   | VU                | Vulnerable             | Kwetsbaar |
| NT   | NT, vroeger LR/nt | Near Threatened        | Gevoelig (= bijna in gevaar) |
| cd   | CD, vroeger LR/cd | Conservation Dependent | Van bescherming afhankelijk Komt alleen nog voor bij soorten die voor 2001 in deze categorie zijn ingedeeld en niet opnieuw zijn beoordeeld |
| LC   | LC, vroeger LR/lc | Least Concern          | Niet bedreigd (= veilig = momenteel niet in gevaar)                                                                                         |
| DD   | DD                | Data Deficient         | Onzeker |
| NE   | NE                | Not Evaluated          | Niet geëvalueerd |

Onder bedreigde diersoorten worden die soorten verstaan die vallen onder de categorieën CR (ernstig bedreigd), EN (bedreigd) of VU (kwetsbaar).

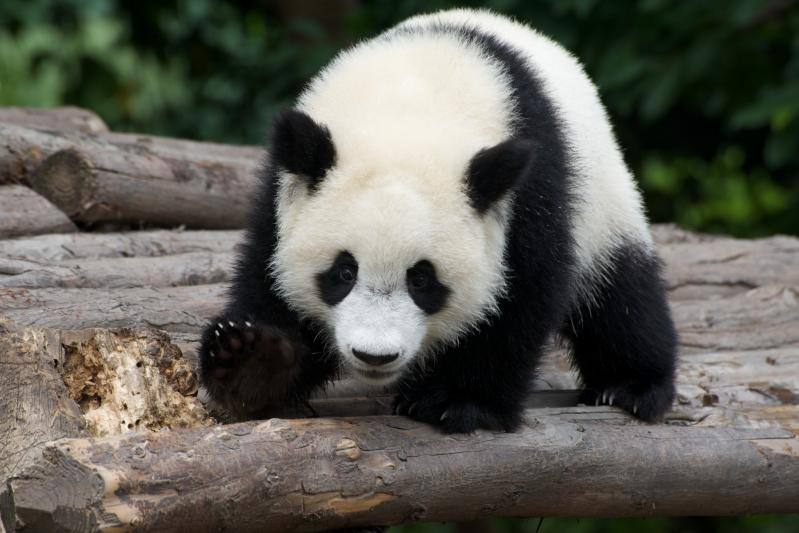
Reuzenpanda (tot 2016 EN, sindsdien VU)
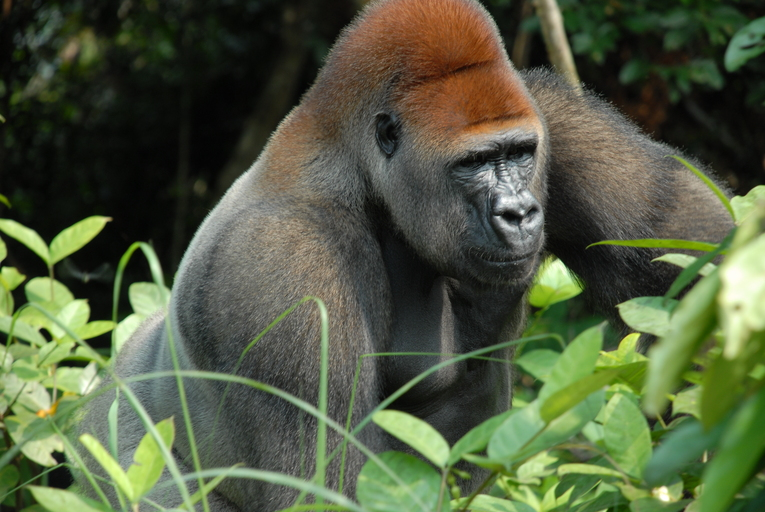
Westelijke gorilla (CR)
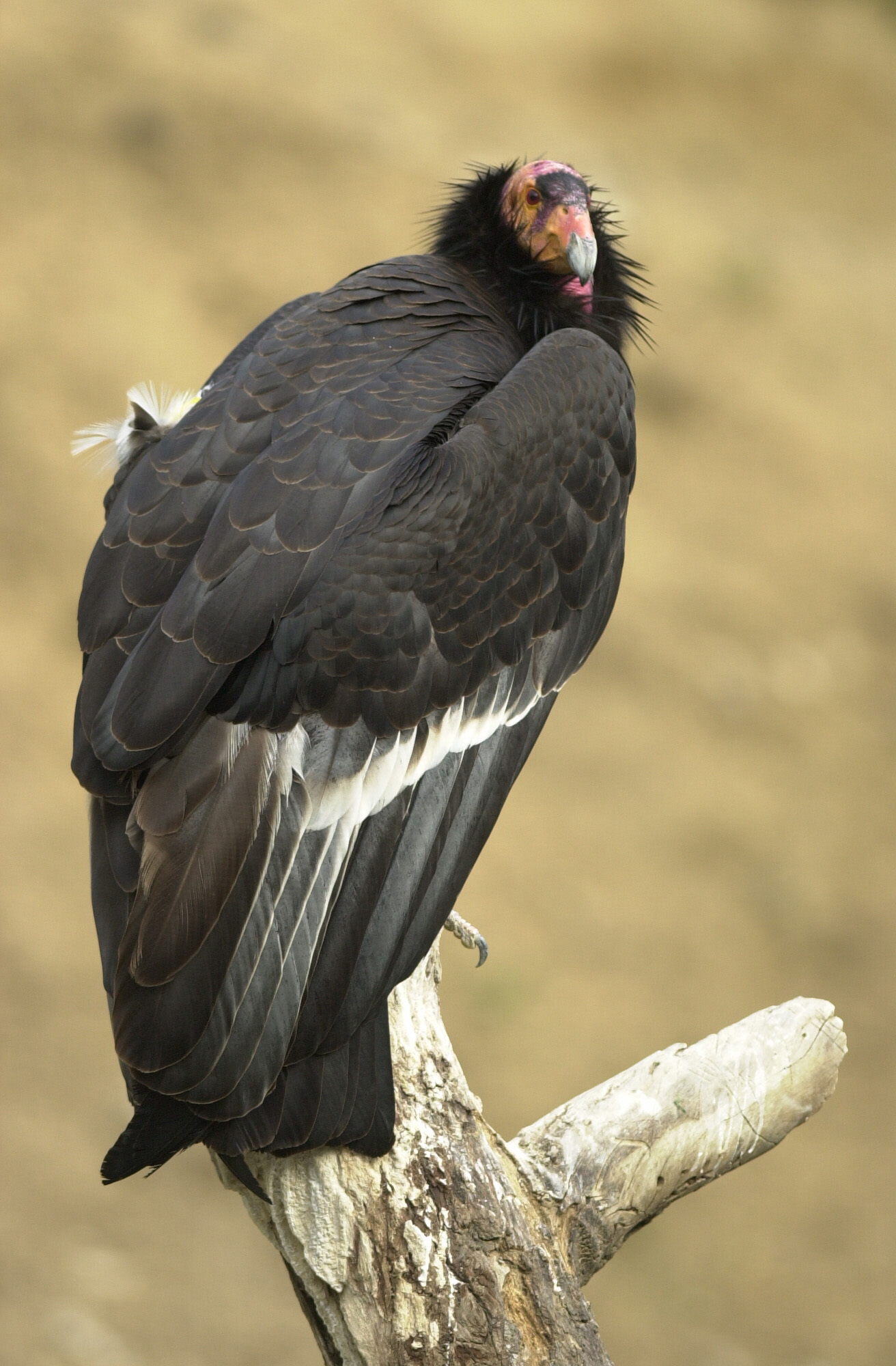
Californische condor (CR)

| -          | Schatting aantal soorten | Percentage soorten beschouwd | Uitgestorven | Uitgestorven in het wild | Ernstig bedreigd (kritiek) | Bedreigd | Kwetsbaar |
| ---------- | ------------------------ | ---------------------------- | ------------ | ------------------------ | -------------------------- | -------- | --------- |
| Zoogdieren | 5.677                    | 100%                         | 81           | 2                        | 199                        | 483      | 528       |
| Vogels     | 11.122                   | 100%                         | 156          | 3                        | 273                        | 496      | 786       |
| Reptielen  | 10.711                   | 62%                          | 28           | 3                        | 273                        | 496      | 467       |
| Amfibieën  | 7.866                    | 85%                          | 32           | 2                        | 547                        | 901      | 652       |
| Vissen     | 32.900                   | 48%                          | 64           | 6                        | 466                        | 673      | 1244      |

Daarnaast staan 4967 soorten ongewervelde dieren, 12.700 soorten planten en 26.197 soorten korstmossen, paddenstoelen en algen met een vermelding bedreigd op de Rode Lijst.
Zoals uit tabel 2 blijkt, zijn de zoogdieren en de vogels het best onderzocht. De reuzenpanda is waarschijnlijk de bekendste bedreigde diersoort ter wereld (sinds 2016 niet meer als bedreigd, maar als kwetsbaar op de Rode Lijst). Minder bekend is dat de naaste verwanten van de mens, de mensapen, bijna allemaal een status als bedreigde soort op de Rode Lijst hebben. Een van de bekendste bedreigde vogelsoorten is de Californische condor.